# 汪洋 (サッカー選手)
汪 洋（ワン・ヤン、漢音読み: おう よう、ピンイン: Wāng Yáng、1989年7月26日 - ）は、中国・武漢市出身のサッカー選手。

## 経歴
2001年より武漢光谷の下部組織に所属していたが、2008年シーズン途中に武漢光谷がリーグを脱退した事から、2009年には梅方 (メイ・ファン、梅方) とともにサークル・ブルッヘのトライアルを受けた。トライアル終了後にいったん帰国したが、その後2010年夏までの契約を結んだ。2008-09シーズンの残り期間はリザーブチームでプレーし、2009-10シーズンからトップチームに昇格した。シーズン開幕戦のKAAヘント戦の84分から途中出場してデビューを飾った。2013年に武漢卓爾足球倶楽部へ移籍し、母国に復帰した。

## 所属クラブ
- 2007年 - 2008年  武漢光谷
- 2009年 - 2012年  サークル・ブルッヘ
- 2013年  武漢卓爾足球倶楽部
- 2014年 - 2017年  河北華夏幸福足球倶楽部